# Philippe Malaurie
Pour les articles homonymes, voir Malaurie.
Philippe Malaurie, né le 7 mars 1925 à Mayence et mort le 1er avril 2020 à Paris, est un juriste français.
Professeur de droit privé, spécialisé en droit civil, il fut professeur puis professeur émérite à l'université Paris II Panthéon-Assas.

## Biographie
Philippe Malaurie est né dans une famille française catholique de la bourgeoisie, d'ascendance normande, écossaise et Corrézienne. Son père est agrégé d'histoire et de géographie au lycée de Mayence, ancien officier d'infanterie au Deuxième bureau de Belfort. La famille Malaurie quitte la Rhénanie pour la France en 1930[réf. souhaitée].
Il publie sa thèse en 1953 : L'ordre public et le contrat : étude de droit civil comparé : France, Angleterre, URSS, éd. Matot-Braine.
Philippe Malaurie est reçu au concours de l'agrégation des facultés de droit en 1951, à l'âge de 26 ans.
Il enseigne à l'Institut des hautes études de Tunis, puis à la Faculté de droit de Poitiers.
Il enseignera par la suite à Beyrouth ainsi qu'à Phnom Penh.
Il enseigne ensuite le droit civil à l'université de Nanterre, au sein de laquelle il a d'ailleurs été doyen de la Faculté de droit et de sciences économiques de novembre 1968 à septembre 1969, avant d’intégrer l'université Paris II Panthéon-Assas.
Il est consacré professeur émérite lors de sa retraite académique.
En 2019, il a été nommé commandeur des Palmes académiques.
Il meurt en 2020 à l'âge de 95 ans, touché par la Covid-19.

### Vie professionnelle
Civiliste réputé, Philippe Malaurie présente la particularité d'avoir un champ d'enseignement et d'études vaste, couvrant pratiquement l'intégralité du droit civil français : spécialisé en droit de la famille et en droit notarial (successions, libéralités, droit des sûretés...), Malaurie rédige également des manuels de droit des personnes, des biens, des contrats... Il est d'ailleurs responsable de la plupart des œuvres de droit civil du Répertoire Defrénois (après avoir assuré celles des éditions Cujas) de la maison Dalloz, généralement en collaboration avec le professeur Laurent Aynès.
Il s'intéresse également à l'histoire du droit privé, et est l'auteur en 2000 d'une Anthologie de la pensée juridique, ainsi, en 1999, que de la partie du rapport annuel de la Cour de cassation consacrée, à l'occasion du nouveau millénaire, à l'histoire de cette institution française durant le XXe siècle.

## Prise de position
En 1998, Philippe Malaurie s'oppose au pacte civil de solidarité au nom des « valeurs morales élémentaires ».

## Décoration
- Commandeur de l'ordre des Palmes académiques

## Hommage
En 2012, l'Académie des sciences morales et politiques lui a décerné le prix Choucri-Cardahi pour l'ensemble de son œuvre.
Des mélanges lui ont été dédiés en 2005 : Liber amicorum Philippe Malaurie, éditions Defrénois  (ISBN 978-2-85623-055-8).

## Publications
- La revente, LexisNexis, 1996
- Le crime contre l'humanité : mesure de la responsabilité, en collaboration avec Antoine Garapon, Paul Ricœur et Patrick Valdrini, Parole et silence, 1998
- Droit et littérature : anthologie, Cujas, 1998
- Anthologie de la pensée juridique, Cujas, 2000, seconde édition en 2001
- Le nouveau droit des successions et des libéralités : loi du 23 juin 2006, commentaires et formules, de Richard Crône, Marie-Cécile Forgeard et Bertrand Gelot, préface, Defrénois, 2007
- L'évolution du droit français de la famille, en collaboration avec Yves Fulchiron, Defrénois, 2009
- Les successions : les libéralités, en collaboration avec Laurent Aynès, Defrénois, 4e édition, 2010
- Les régimes matrimoniaux, en collaboration avec Laurent Aynès, Defrénois, 3e édition, 2010
- Les personnes : la protection des mineurs et des majeurs, Defrénois, 5e édition, 2010
- Les biens, en collaboration avec Laurent Aynès, Defrébois, 4e édition, 2010
- La famille, en collaboration avec Hugues Fulchiron, Defrénois, 4e édition, 2011
- Les contrats spéciaux, en collaboration avec Laurent Aynès et Pierre-Yves Gautier, Defrénois, 5e édition, 2011
- Les sûretés, la publicité foncière, en collaboration avec Laurent Aynès et Pierre Crocq, Defrénois, 5e édition, 2011
- Les obligations, en collaboration avec Laurent Aynès et Philippe Stoffel-Munck, Defrénois, 5e édition, 2011
- Droit civil illustré, en collaboration avec Philippe Delestre, Defrénois, 2011
- La reconnaissance, de Catherine Puigelier, postface, Bruylant, 2011
- Les obligations, en collaboration avec Laurent Aynès et Philippe Stoffel-Munck, Defrénois, 6e édition, 2013
- Dictionnaire d'un droit humaniste, LGDJ, 2013.